# Christo Zlatinski

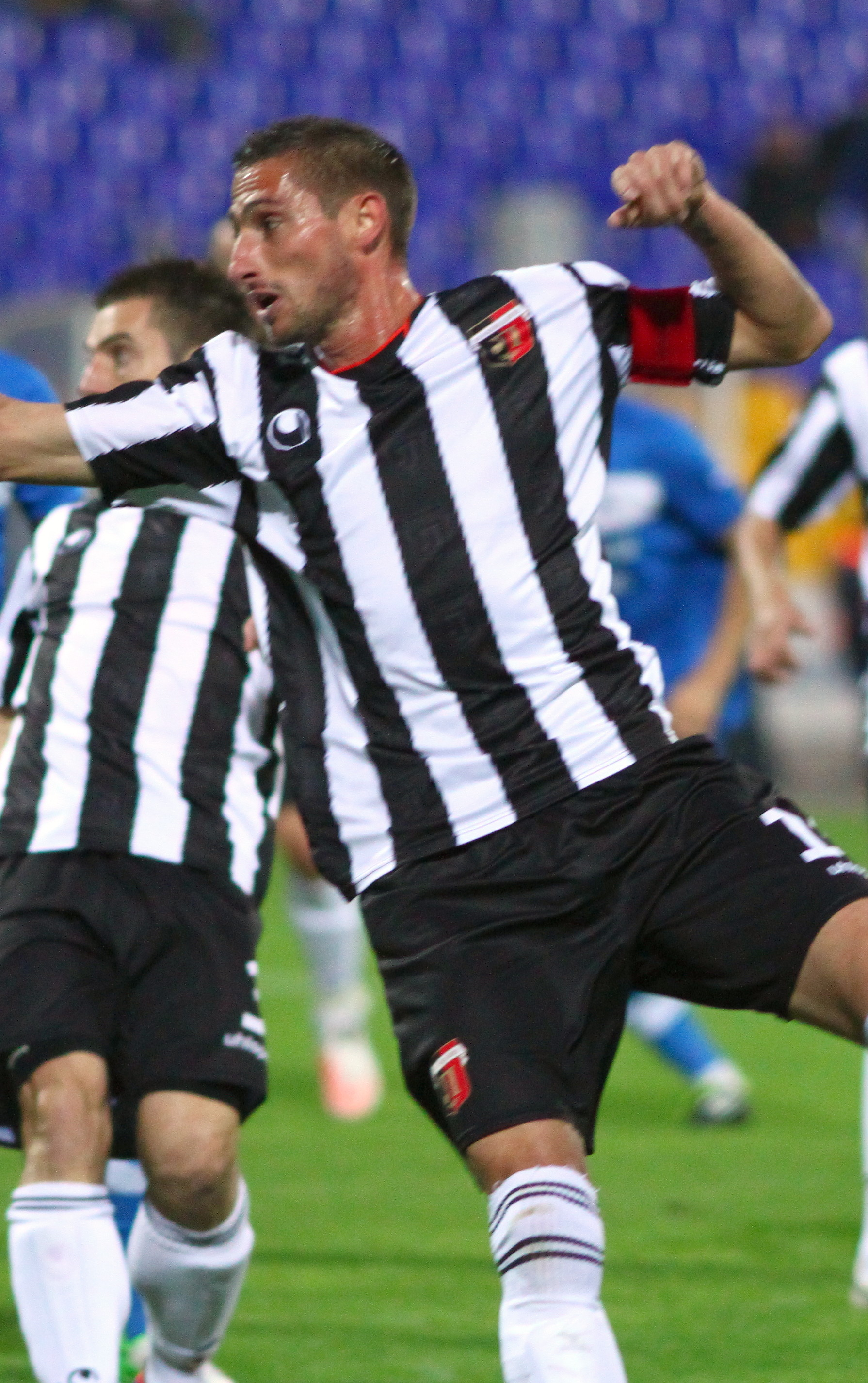

Christo Evtimov Zlatinski (Bulgaars: Христо Евтимов Златински) (Gotse Deltsjev, 22 januari 1985) is een Bulgaars voetballer die bij voorkeur als middenvelder speelt. Hij verruilde in 2015 PFK Ludogorets voor CS U Cralova dat €100.000 voor hem betaalde. Cralova komt uit in de Roemeense  Liga 1.
Zlatinski speelde elf wedstrijden voor de U-21 van Bulgarije.

## Carrière
- 1997-2003: Pirin Blagoëvgrad (jeugd)
- 2003-2004: Pirin Blagoëvgrad
- 2004-2005: FC Bansko
- 2005-2007: Lokomotiv Plovdiv
- 2007-2010 : Lokomotiv Sofia
- 2010-2013: Lokomotiv Plovdiv
- 2013-2015 : PFK Ludogorets
- 2015-     : CS U Cralova

1 Mitrev ·
2 Popov ·
3 A. Aleksandrov ·
4 Georgiev ·
5 Ivo Ivanov ·
6 Minev ·
7 M. Aleksandrov ·
8 Rangelov ·
9 Karachanakov ·
10 Popov  ·
11 Hristov ·
12 Iliev ·
13 Makendzhiev ·
14 Kostadinov ·
15 Ivan Ivanov ·
16 Slavchev ·
17 Milanov ·
18 Nedyalkov ·
19 Tonev ·
20 Milanov ·
21 Djakov ·
22 Nedelev ·
23 Zlatinski · 
Coach: Petev